# Dictionnaire Bouillet
Dictionnaire Bouillet es el título informal del Dictionnaire universel d'histoire et de géographie ("Diccionario universal de historia y geografía"), una obra de referencia francesa de dominio público. La primera edición se publicó en 1842; la 34.ª y última edición se publicó en 1914. Los autores originales fueron Marie-Nicolas Bouillet (m. 1865) y Alexis Chassang (1827-1878).

## Neutralidad de ediciones posteriores
Las ediciones posteriores a 1852 fueron enmendadas, probablemente de forma clandestina y por los tipógrafos en lugar de los autores, para hacer que ciertos artículos fueran menos ofensivos para la sensibilidad cristiana. Por ejemplo, para el cardenal Ximénez, el original Il était fanatique et cruel ("Era fanático y cruel") se cambió por Il était sévère, mais juste ("Era duro pero justo"). Las referencias a la venta de indulgencias religiosas se eliminaron por completo.
La neutralidad de las ediciones posteriores a 1842 es, por tanto, cuestionable cuando la obra toca temas cristianos.